# Sertã
Sertã je grad u Portugalu.